# Orihove (Orihove), Sakî
Orihove (în ucraineană Оріхове) este localitatea de reședință a comunei Orihove din raionul Sakî, Republica Autonomă Crimeea, Ucraina.

## Demografie
Componența lingvistică a localității Orihove
     Rusă (74,23%)
     Ucraineană (18,68%)
     Tătară crimeeană (4,87%)
     Alte limbi (0,56%)
Conform recensământului din 2001, majoritatea populației localității Orihove era vorbitoare de rusă (74,23%), existând în minoritate și vorbitori de ucraineană (18,68%) și tătară crimeeană (4,87%).